# San Martino di Taurianova
Pour les articles homonymes, voir San Martino.
San Martino est un hameau italien de la commune de Taurianova d'environ 2 000 habitants située dans la province de Reggio de Calabre.